# Флоран, Мишель
Мишель Кловис-Франсуа Флоран (фр. Michel Clovis-François Florent; 27 марта 1902 — 25 апреля 1995) — католический священник, монах доминиканец, Апостольский администратор Ленинграда, участник движения Сопротивления, душепастырь католиков во Франции, СССР и Алжире.

## Биография
Кловис-Франсуа Флоран родился в городе Лилль (Франция) 27 марта 1902 года.
Учился в частной школе святого Иосифа в Лилле, которую закончил в 1918 г.
Учился на философском факультете Католического университета Лилля, который окончил в 1929 г.
29 мая 1926 года Кловис-Франсуа Флоран рукоположён в священники в Ордене Проповедников (доминиканцев), приняв монашеское имя — Мишель (Михаил).
25 декабря 1934 года руководством Ордена было принято решение отправить о. Мишеля Флорана в СССР на помощь служившему в Ленинграде Жану Амодрю.
9 января 1935 о. Мишель Флоран прибывает в Ленинград и начинает служение в приходе Французской Божией Матери в качестве викария.
Когда в августе 1935 г. епископ Жан Амодрю был выдворен из СССР. о. Мишель становится настоятелем церкви Французской Божией Матери и главой Апостольской администратуры Ленинграда. С того же года, из-за отсутствия священников, он обслуживает практически все ленинградские католические церкви.
27 июля 1941 года о. Мишель Флоран выдворен из СССР. Перед своим отъездом он передал полномочия Апостольского администратора Ленинграда о. Павлу Хомичу.
Из СССР о. Мишель Флоран прибыл в Бейрут, через Тегеран. Некоторое время работал в Библейской Школе в Иерусалиме. Затем присоединился к генералу Де Голлю. Работал на патриотической радиостанции в Алжире, вещавшей на Францию. В 1943 году он перебирается в Лондон. С 1943 по 1944 гг. он был ведущим программы «Говорит Католическая Франция» на лондонском радио. Отец Мишель Флоран участвовал в высадке союзников, был ранен. Затем вел католические программы для Польши на латинском языке.
В 1945 году безуспешно пытался вернуться на своё прежнее место служения — в Ленинград.
С 1945 по 1953 гг. служил в Лилле (Франция).
С 1953 по 1962 гг. служил в Алжире.
С 1962 г. жил в доминиканском монастыре в Дижоне (Франция), служил исповедником кармелитского монастыря. Состарившись жил у родственников в Дижоне.
Скончался 25 апреля 1995 г. Похоронен на городском кладбище Дижона.

## Награды
Мишель Флоран был удостоен наград:
- кавалерский крест ордена Почётного легиона (Франция),
- медаль Сопротивления (Франция),
- медаль Добровольной службы в движении «Свободная Франция»,
- крест Почёта Ассоциации франко-британской дружбы,
- кавалерский крест ордена Леопольда I (Бельгия),
- польский орден[уточнить].